# 密云碘泡虫
密云碘泡虫（学名：Myxobolus miyunensis）为碘泡科碘泡虫属的动物。在中国，分布于广东、北京等，营寄生生活，寄生在鲤、鲮的肾。